# Mr. Moonlight (álbum)
Mr. Moonlight es el octavo álbum de estudio de la banda de hard rock Foreigner, publicado el 23 de octubre de 1994 por Arista Records. El álbum marcó el regreso del cantante original Lou Gramm, quien abandonó la formación tras el lanzamiento del mismo.

## Lista de canciones
Todas las canciones escritas y compuestas por Lou Gramm and Mick Jones, except where noted. 
| N.º | Título                  | Duración |  |
| 1.  | «White Lie»             | 4:16     |  |
| 2.  | «Rain»                  | 4:35     |  |
| 3.  | «Until the End of Time» | 4:52     |  |
| 4.  | «All I Need to Know»    | 4:45     |  |
| 5.  | «Running the Risk»      | 5:09     |  |
| 6.  | «Real World»            | 6:22     |  |
| 7.  | «Big Dog»               | 4:47     |  |
| 8.  | «Hole in My Soul»       | 5:08     |  |
| 9.  | «I Keep Hoping»         | 5:10     |  |
| 10. | «Under the Gun»         | 4:16     |  |
| 11. | «Hand on My Heart»      | 4:57     |  |

## Créditos
- Mick Jones – guitarra, piano, voz
- Lou Gramm – voz, percusión
- Bruce Turgon – bajo, coros
- Jeff Jacobs – teclados, coros
- Mark Schulman – batería, coros